# Toplice
Toplice je imenica u množini koja označava termalna lječilišta i kupališta - kamo ljudi odlaze iz medicinskih razloga (na rehabilitaciju poslije nezgoda), ali se s vremenom razvio također i vid rekreativnog turizma na takvim mjestima. Iz rimskih vremena u Hrvatskoj sačuvani su ostaci javnih kupališta (lat. - terma) u Varaždinskim Toplicama i Solinu.
Popis mjesta koja sadržavaju riječ toplice (i izvedeni oblici) u Hrvatskoj:
- Boričevec Toplički
- Donja Topličica
- Gornja Topličica
- Hrastovec Toplički
- Leskovec Toplički
- Lukačevec Toplički
- Petkovec Toplički
- Istarske toplice
- Krapinske Toplice
- Stubičke Toplice
- Sutinske Toplice
- Toplice (Jastrebarsko)
- Topličica (Budinščina)
- Topličica (Novi Marof)
- Tuheljske Toplice
- Varaždinske Toplice